# Morti nel 2024
| Questa pagina contiene informazioni ricavate automaticamente dalle voci biografiche con l'ausilio del template Bio e di un bot. L'aggiornamento è periodico e automatico e ricostruisce completamente la pagina. Se manca una persona in questa lista, sei pregato di non aggiungerla, ma accertati piuttosto che la sua voce biografica contenga il template Bio e che i dati anagrafici siano correttamente compilati. Se il template Bio manca, inseriscilo tu stesso o, in alternativa, metti l'avviso {{tmp\|Bio}} che ne segnala la mancanza. Se i dati riportati sono sbagliati, correggi direttamente la voce biografica; le modifiche saranno visibili in questa lista entro pochi giorni. Per chiarimenti vedi il progetto biografie. La lista contiene solo le 2.308 persone che sono citate nell'enciclopedia e per le quali è stato implementato correttamente il template Bio. Pagina aggiornata al 18 ago 2025. |

## Senza giorno specificato(14)
- Ronald Bennet, francescano irlandese (n. 1935)
- Giorgio De Simone, scrittore italiano (n. 1932)
- Eva Dobiášová, cestista cecoslovacca (n. 1933)
- Aurora Echagüe, cestista cilena (n. 1939)
- Marjan Kandus, cestista jugoslavo (n. 1932)
- Kang Bong-hun, politico nordcoreano
- Katia Manzur, cestista peruviana (n. 1958)
- Roy Martin, calciatore scozzese (n. 1929)
- Doina Mate, cestista rumena (n. 1952)
- Ferdinando Russo, politico italiano (n. 1930)
- Teodora Simionescu, cestista rumena (n. 1935)
- John Sykes, chitarrista britannico (n. 1959)
- María Villarreal, cestista cilena (n. 1934)
- Staffan Widén, cestista svedese (n. 1932)